# Svalsta (Nyköping)
Svalsta is een plaats in de gemeente Nyköping in het landschap Södermanland en de provincie Södermanlands län in Zweden. De plaats heeft 1020 inwoners (2005) en een oppervlakte van 72 hectare.